# Raymond Geuss
Raymond Geuss ( /ɡ ɔɪ s / ; né en 1946) est un philosophe politique américain et spécialiste de la philosophie européenne des XIXe et XXe siècles. Il est actuellement professeur émérite à la Faculté de philosophie de l'Université de Cambridge. Geuss est principalement connu pour trois raisons : son premier exposé sur la critique de l'idéologie dans The Idea of a Critical Theory ; un récent recueil d'ouvrages ayant contribué à l'émergence du réalisme politique dans la philosophie politique anglophone au cours de la dernière décennie, notamment Philosophy and Real Politics ; et une variété d'essais autonomes sur des questions telles que l'Esthétique, Nietzsche, le contextualisme, la phénoménologie, l'histoire intellectuelle, la culture et la philosophie ancienne.

## Biographie
Geuss fait ses études à l'Université Columbia (licence de premier cycle, summa cum laude, 1966, et doctorat, 1971). Sa thèse de doctorat est rédigée sous la direction de Robert Denoon Cumming. Geuss est également grandement influencé par Sidney Morgenbesser (en) au cours de ses études universitaires.
Geuss enseigne à l'Université de Princeton, à l'Université Columbia et à l'Université de Chicago aux États-Unis, ainsi qu'à Heidelberg et à Fribourg en Allemagne avant d'occuper un poste de professeur à Cambridge en 1993. En 2000, il devient citoyen britannique. Il est élu membre de la British Academy en 2011.
Geuss supervise les travaux de plusieurs éminents chercheurs travaillant sur l'histoire de la philosophie continentale, la philosophie sociale et politique et la philosophie de l'art. Parmi ses étudiants figurent l'ancien président du Southern Poverty Law Center, J. Richard Cohen, le cinéaste Ethan Coen et Cornel West.

## Livres
- (en-US) Raymond Geuss, The Idea of a Critical Theory, Cambridge, Cambridge University Press, 1981 (ISBN 978-0521284226)
- (en-US) Raymond Geuss, Morality, Culture, and History, Cambridge, Cambridge University Press, 1999 (ISBN 978-0521632027)
- (en-US) Raymond Geuss, Parrots, Poets, Philosophers, & Good Advice, London, Hearing Eye, 1999 (ISBN 978-1870841634)
- (en-US) Raymond Geuss, History and Illusion in Politics, Cambridge, Cambridge University Press, 2001 (ISBN 978-0521805964)
- (en-US) Raymond Geuss, Public Goods, Private Goods, Princeton University Press, 2001 (ISBN 978-0691089034)
- Raymond Geuss, Glück und Politik, Berlin, Berliner Wissenschafts-Verlag, 2004 (ISBN 978-3830509448)
- (en-US) Raymond Geuss, Outside Ethics, Princeton, New Jersey, Princeton University Press, 2005 (ISBN 978-0691123417)
- (en-US) Raymond Geuss, Philosophy and Real Politics, Princeton University Press, Princeton University Press, 2008 (ISBN 978-0691137889)
- (en-US) Raymond Geuss, Politics and the Imagination, Princeton, New Jersey, Princeton University Press, 2010 (ISBN 978-0691155883)
- (en-US) Raymond Geuss, A World Without Why, Princeton, New Jersey, Princeton University Press, 2014 (ISBN 978-0691155883)
- (en-US) Raymond Geuss, Reality and its Dreams, Cambridge, Massachusetts, Harvard University Press, 2016 (ISBN 978-0674504950)
- (en-US) Raymond Geuss, Changing the Subject: Philosophy from Socrates to Adorno, Cambridge, Massachusetts, Harvard University Press, 2017 (ISBN 978-0674545724)
- (en-US) Raymond Geuss, Who Needs a World View?, Cambridge, Massachusetts, Harvard University Press, 2020 (ISBN 978-0674245938)
- (en-US) Raymond Geuss, A Philosopher Looks at Work, Cambridge, Cambridge University Press (ISBN 978-1108930611)
- (en-US) Raymond Geuss, Not Thinking Like a Liberal, Cambridge, Massachusetts, Belknap Press, 2022 (ISBN 978-0674270343)
- (en-US) Raymond Geuss, Seeing Double, Cambridge, Polity, 2024 (ISBN 978-1509560882)